# Oneida közösség

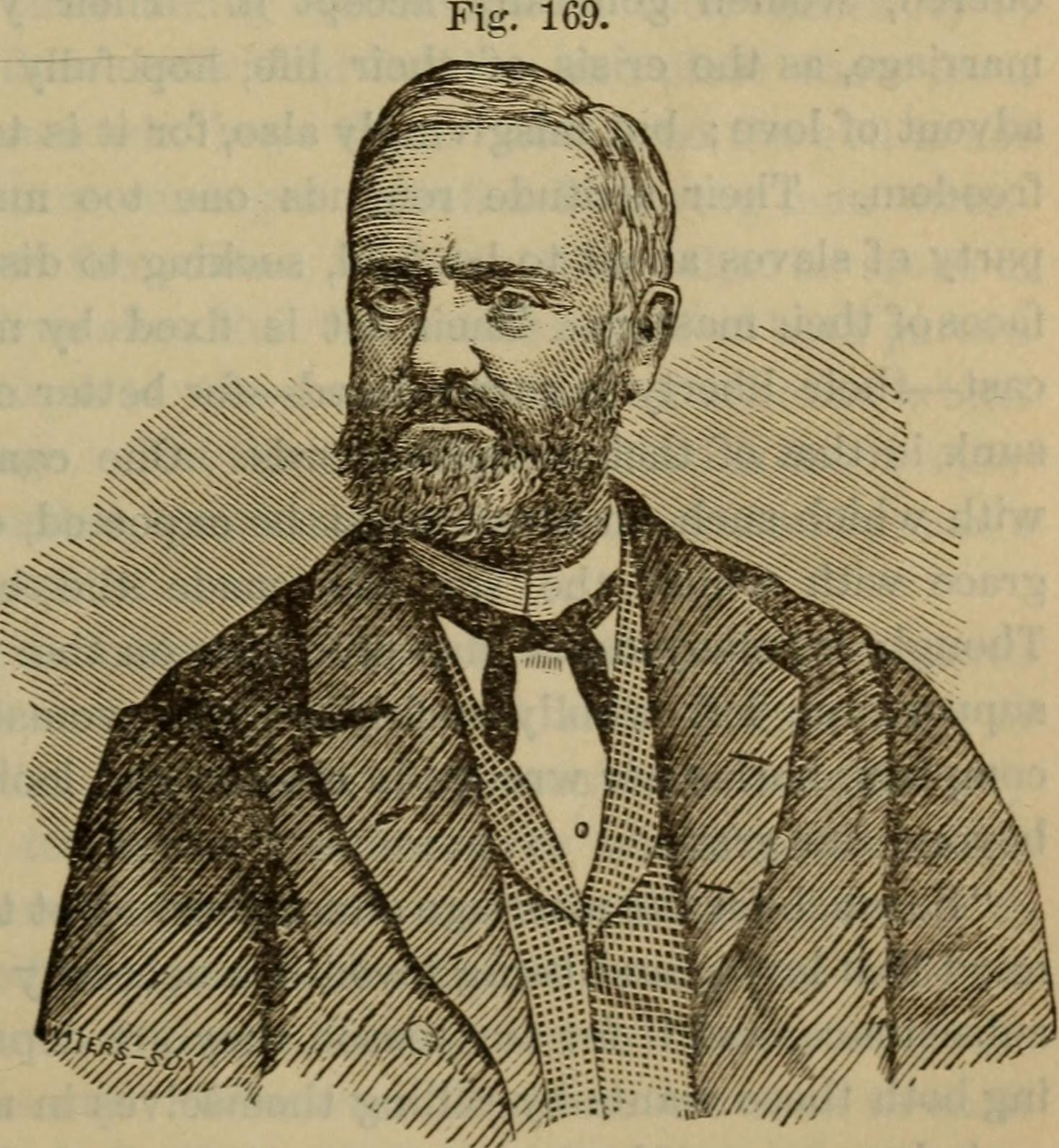
John Humphrey Noyes (1811–1886), aki vezette a közösséget

Az Oneida közösség egy perfekcionista vallási közösség volt, amelyet John Humphrey Noyes 1848-ban alapított New Yorkban, Oneidában. A közösség úgy vélte, hogy Jézus már Kr. u. 70-ben visszatért, lehetővé téve, hogy megalakuljon Jézus évezredes királysága, ezáltal az emberiség mentes legyen a bűnöktől, és tökéletesek legyenek ebben a világban is, nem csak a mennyországban. Az Oneida közösség gyakorolta a kommunizmust (a közösségi vagyon és a vagyon értelmében), a komplex házasságot, a férfiak szexuális mértékletességét. Kisebb noyesi közösségek voltak Connecticutban, New Jersey-ben, Vermontban. A közösség kezdeti 87 tagja 1878-ra 306-ra nőtt. A connecticuti ág szűnt meg utoljára, amelyet egy tornádó pusztított el.

## A közösség felépítése
Annak ellenére, hogy a közösség csak 306 tagból állt, 27 állandó bizottságból és 48 adminisztratív részlegből álló bürokráciája volt.
Az ezüstedények gyártása - az egyetlen megmaradt ipar - 1877-ben kezdődött, a közösség életében viszonylag későn, de ez az ág továbbra is létezik. Másodlagos iparágak magukba foglalják a bőr utazótáska gyártást, a szalmakalapok szövését, kerti bútorok építését és a turizmust.
Minden közösség tagjától elvárták a munkát, képességnek megfelelően. A háztartási feladatokat jellemzően nők látták el. A képzettséget igénylő posztokat általában az egyes tagok (például a pénzügyi igazgató) egész élete alatt betöltötték. A közösség tagjai a kevesebb képzettséget igénylő munkakörökön váltakoztak. Házban, mezőn dolgoztak. Ahogy Oneida gyarapodott, elkezdett kívülállókat is felvenni ezekre a pozíciókra. Fontos munkáltatók voltak a környéken, 1870-ig kb. 200 alkalmazottal.

### Komplex házasság
Az Oneida közösség szilárdan hitt a szabad szerelem rendszerében, ahol bármelyik tag szabadon szexelhetett bárkivel, aki abba beleegyezett. A birtoklási vágyat és az exkluzív kapcsolatokat rossz szemmel nézték. A 20. századi társadalmi mozgalmaktól eltérően, mint például az 1960-as évek szexuális forradalma, a Oneida nem a következményektől mentes szexet kereste az öröm érdekében, hanem úgy vélte, hogy mivel a közösülés természetes kimenetele a terhesség, a gyermekek nevelése közösségi felelősségvállalás. A 40 év feletti nőknek szexuális „mentorként” kellett viselkedniük a serdülő fiúk számára, mivel ezeknek a kapcsolatoknak csak minimális esélye volt a foganásra. Ezenkívül ezek a nők valóságos ideálokká váltak a fiatal férfiak számára. Hasonlóképpen az idősebb férfiak gyakran vezették be a fiatal nőket a szexbe. Noyes gyakran a saját megítélése alapján határozta meg a létrejövő kapcsolatokat, és gyakran ösztönözte azokat, akik másokat is képesek voltak leszoktatni a ragaszkodásról.
1993-ban bocsátották a tudósok rendelkezésére a közösség levéltárát. Az archívumban megtalálható volt Noyes unokahúga, Tirzah Miller, naplója, aki részletesen írta le romantikus és szexuális kapcsolatait a Oneida többi tagjával.

### Kölcsönös kritika
A közösség minden tagja a közgyűlésen kritizálta a másikat. A cél a nemkívánatos jellemvonások kiszűrése volt. Különböző kortárs források állítják, hogy maga Noyes is kritika tárgyát képezte, bár ritkábban és valószínűleg kevésbé súlyos kritikákkal, mint a közösség többi része.

### Férfi önmegtartóztatás
Az Oneida közösségen belül a terhesség ellenőrzése céljából bevezetésre került a férfiak önmegtartóztatása vagy "coitus rezervatus" rendszere. John Humprey Noyes úgy döntött, hogy a nemi közösülés két különálló célt szolgál. Noyes azzal érvel, hogy a módszer egyszerűen "a test szellemnek történő alávetését jelenti, és megtanítja az embereket a szex spirituális örömeinek élvezésére". Az önmegtartóztatás elsődleges célja a társadalmi elégedettség volt, "hogy a nemek így fejezzék ki egymás iránti szeretetüket". A másik cél a szaporodás gátlása volt. Körülbelül kétszáz felnőtt férfi közül 1848. és 1868. között mindössze 12 nem tervezett megtermékenyítés történt, ami azt jelzi, hogy ez a születéskorlátozás rendkívül hatékony formája. A fiatal férfiakat a klimax utáni nők vezették be az önmegtartóztatásba, míg a fiatal nőket tapasztalt, idősebb férfiak vezették be.
Noyes úgy vélte, hogy az ejakuláció rontja a férfiak életképességét és betegségekhez vezet, a terhesség és a szülés pedig a nőkét. Noyes feleségének öt traumatikus szülése volt, amelyek közül négy a gyermek halálában végződött. A nők szexuális elégedettsége Oneida-ban szokatlanul magas volt. Ha egy férfi kudarcot vallott, szégyennek volt kitéve, esetenként ki is utasíthatták a közösségből.

### Szelektív szaporodás
1869-ben a közösség bevezette az eugenika programját. Ez egy szelektív szaporítási program volt, amelynek célja a tökéletesebb gyermekek létrehozása. A leendő szülők egy bizottság elé kerültek, akik szellemi és erkölcsi tulajdonságaikat vizsgálták. 53 nő és 38 férfi vett részt ebben a programban. A kísérletben 58 gyermek született, közülük kilencnek Noyes volt az apja.
Miután a gyermekeket elválasztották a szülőktől (általában egyéves koruk körül), külön nevelték őket. Ha a bizottság szerint a szülők és a gyermekek túl szorosan kötődtek egymáshoz, akkor a közösség elválasztotta őket, mivel a csoport meg akarta állítani a szülők és a gyermekek közötti szeretetet.
A gyerekosztálynak volt egy férfi és egy női felügyelője, akik a kettő és tizenkét év közötti gyermekeket gondozták. Az ellenőrök gondoskodtak arról, hogy a gyermekek kövessék a napi rutint. Öltözködés, ima, reggeli, munka, iskola, ebéd, munka, játékidő, vacsora, imák és tanulmányok, amelyeket "az életkorhoz és a képességekhez" igazítottak.

### A nők szerepe
Oneida megtestesítette az egyik legradikálisabb és intézményesített erőfeszítést a nők szerepének megváltoztatására. A nők olyan szabadságot szereztek a községben, amelyet azon kívül nem tudtak volna megszerezni. Ezen kiváltságok között szerepelt a saját gyermek gondozásáról való lemondás, valamint a nem kívánt terhességekkel szembeni mentesség. Ezen felül volt lehetőségük Bloomer stílusú ruhákat viselni és rövidre vágott hajat hordani. Szabadon megismerhették az üzleti és kereskedelmi pozíciókat, de kézművesekké is válhattak, amit sokan megtettek. A nők aktív szerepet játszottak a kommunális politika kialakításában, részt vettek a napi vallási és üzleti találkozókon.
Elismerték a nők szexuális élmények kielégítéséhez való jogaikat, és ösztönözték a nőket az orgazmusra. A szex megtagadásának joga azonban korlátozott volt a kezdeményező férfi státusától függően.

## Kapcsolat a társadalommal
A közösség szabad volt a társadalomtól, bár rendszeresen kritikának volt kitéve.
1870-ben egy "19. századi kultúrkritikus", dr. John B. Ellis könyvet írt a szabad szerelmi közösségekről, melyet Noyes ihletett. Látta, hogy ezen közösségek közös célja a házasság megszüntetése. Dr. Ellis ezt az uralkodó erkölcsi rend elleni támadásnak írta le.

## Hanyatlás
A közösség addig tartott, amíg John Humphrey Noyes megpróbálta átadni tisztségét fiának, Theodore Noyesnek. Ez a lépés sikertelen volt, mert Theodore agnosztikus volt, és nem örökölte apja tehetséges vezetői képességét. A mozgalom megosztotta a közösséget is, amikor a kommunista John Tower megpróbálta megragadni a hatalmat.
A kegyelemdöfést John Mears professzor kampánya volt a közösség ellen. Myron Kinsley tanácsadó tájékoztatta John Humphrey Noyest arról, hogy a törvényben előírt nemi erőszak vádjával elfogatóparancsot intéztek ellene. Noyes 1879 júniusának közepén elmenekült a Oneida Közösségi Kúriából és az országból. Soha nem tért vissza az Egyesült Államokba.
A 20. század elejére a közösség már csak az ezüstművességre korlátozódott. 1915-ben a társaság nem termelt hasznot, majd felvásárolták.
A közösség utolsó eredeti tagja, Ella Florence Underwood (1850–1950) 1950. június 25-én halt meg a New York-i Kenwoodban, a New York-i Oneida közelében.

## Fordítás
- Ez a szócikk részben vagy egészben  az   Oneida Community című angol Wikipédia-szócikk ezen változatának fordításán alapul.  Az eredeti cikk szerkesztőit annak laptörténete sorolja fel. Ez a jelzés csupán a megfogalmazás eredetét és a szerzői jogokat jelzi, nem szolgál a cikkben szereplő információk forrásmegjelöléseként.